# Remo Di Giandomenico
Remo Di Giandomenico (Carunchio, 2 novembre 1944) è un politico italiano. Dal 2015 è Commissario Straordinario dell'Azienda Autonoma di Soggiorno e Turismo del Molise.

## Biografia
Alle elezioni regionali in Molise del 2000 è eletto consigliere regionale per il CDU. Alle elezioni politiche del 2001 è eletto deputato.